# Bénabar
Bruno Nicolini, meglio noto come Bénabar (Thiais, 16 giugno 1969), è un cantautore e attore francese. Tra i suoi più grandi successi ricordiamo Y'a une fille qu'habite chez moi (2001), Monospace (2003), Dis-lui Oui, (2004), Le Dîner (2006), e L'Effet Papillon (2008).
Ha due figli, entrambi avuti dalla moglie Stéphanie: Manolo, nato nel 2004, e Ludmilla, nata nel 2009.

## Discografia
- 1997: La p'tite monnaie
- 2001: Bénabar
- 2003: Les risques du métier
- 2004: Live au Grand Rex
- 2005: Reprise des négociations
- 2007: Best Of
- 2008: Infréquentable
- 2011: Les Bénéfices du doute

## Filmografia
- 2009: Incognito (di Éric Lavaine): Luka (cantante)

## Premi
- 2004: « Victoires de la Musique » (« Vittorie della Musica  »)
- 2007: « Victoires de la Musique » (« Vittorie della Musica  »)